# NCAA Division I 2009 (pallavolo maschile)
La NCAA Division I 2009 si è svolta dal 7 al 9 maggio 2009: al torneo hanno partecipato 4 squadre di pallavolo universitarie e la vittoria finale è andata per la seconda volta alla UC Irvine.

## Squadre partecipanti
- 01)  UC Irvine
- 02)  Penn State
- 03)  Southern California
- 04)  Ohio State

## Final Four
|  | Semifinali 7 maggio | Semifinali 7 maggio | Semifinali 7 maggio |                     |   | Finale 9 maggio | Finale 9 maggio | Finale 9 maggio |  |
|  |                     |                     |                     |                     |   |                 |                 |                 |  |
|  | 1                   | UC Irvine           | 3                   |                     |   |                 |                 |                 |  |
|  | 1                   | UC Irvine           | 3                   |                     |   |                 |                 |                 |  |
|  | 4                   | Ohio State          | 0                   |                     |   |                 |                 |                 |  |
|  | 4                   | Ohio State          | 0                   |                     | 1 | UC Irvine       | 3               |                 |  |
|  |                     |                     |                     |                     | 1 | UC Irvine       | 3               |                 |  |
|  |                     |                     | 3                   | Southern California | 2 |                 |                 |                 |  |
|  | 2                   | Penn State          | 3                   | Southern California | 2 | 1               |                 |                 |  |
|  | 2                   | Penn State          |                     |                     |   |                 |                 |                 |  |
|  | 3                   | Southern California | 3                   |                     |   |                 |                 |                 |  |

### Semifinali
| 7 maggio Marriott Center, Provo | UC Irvine  | 3 - 0 | Ohio State          | 30-25, 30-25, 30-26        |
| 7 maggio Marriott Center, Provo | Penn State | 1 - 3 | Southern California | 30-27, 26-30, 26-30, 24-30 |

### Finale
| 9 maggio Marriott Center, Provo | UC Irvine | 3 - 2 | Southern California | 26-30, 30-23, 26-30, 30-17, 15-12 |

## Premi individuali
Al termine della finale viene assegnato il premio di Most Outstanding Player al miglior giocatore della finale e vengono eletti i sei giocatori che fanno parte dell'All-Tournament Team.
| Premio                  | Giocatrice     | Squadra             |
| ----------------------- | -------------- | ------------------- |
| Most Outstanding Player | Ryan Ammerman  | UC Irvine           |
| All-Tournament Team     | Carson Clark   | UC Irvine           |
| All-Tournament Team     | Taylor Wilson  | UC Irvine           |
| All-Tournament Team     | Riley McKibbin | Southern California |
| All-Tournament Team     | Murphy Troy    | Southern California |
| All-Tournament Team     | Austin Zahn    | Southern California |
| All-Tournament Team     | William Price  | Penn State          |